# Antonella Ragno-Lonzi
Antonella Ragno-Lonzi est une escrimeuse italienne née le 6 juin 1940 à Venise.
Fille de Saverio Ragno, champion olympique d'épée en 1936, elle participe à ses premiers JO à Rome en 1960 où elle remporte le bronze en fleuret par équipe. 4 ans plus tard, elle décroche une nouvelle médaille de bronze en individuel. Après une sixième place à Mexico en 1968, elle devient championne olympique à Munich en 1972.
Elle est mariée à Gianni Lonzi, champion olympique de water-polo en 1960.

## Palmarès
- Jeux olympiques d'été
  -  Médaille d'or individuelle aux Jeux olympiques de 1972 à Munich
  -  Médaille de bronze individuelle aux Jeux olympiques de 1964 à Tokyo
  -  Médaille de bronze par équipes aux Jeux olympiques de 1960 à Rome